# 陈雪凝
陈雪凝（英語：Shirley Chen，2001年8月18日—），内蒙古人，中华人民共和国原创歌手。2017年凭借单曲《白山茶》正式出道，随后发布《愚昧》、《假装》等歌曲。她于2018年4月14日独立发行个人第一张专辑《拾陆》，同年参加网易云音乐为她主办的“十六岁的冒险”全国巡演。2019年2月发行单曲《绿色》，该曲发行后在网络上广为流传。同年8月6日，陈雪凝加入少城时代，成为其旗下歌手。